# Cladiella echinata
Cladiella echinata är en korallart som först beskrevs av Tixier-Durivault 1943.  Cladiella echinata ingår i släktet Cladiella och familjen läderkoraller. Inga underarter finns listade i Catalogue of Life.